# Cimos

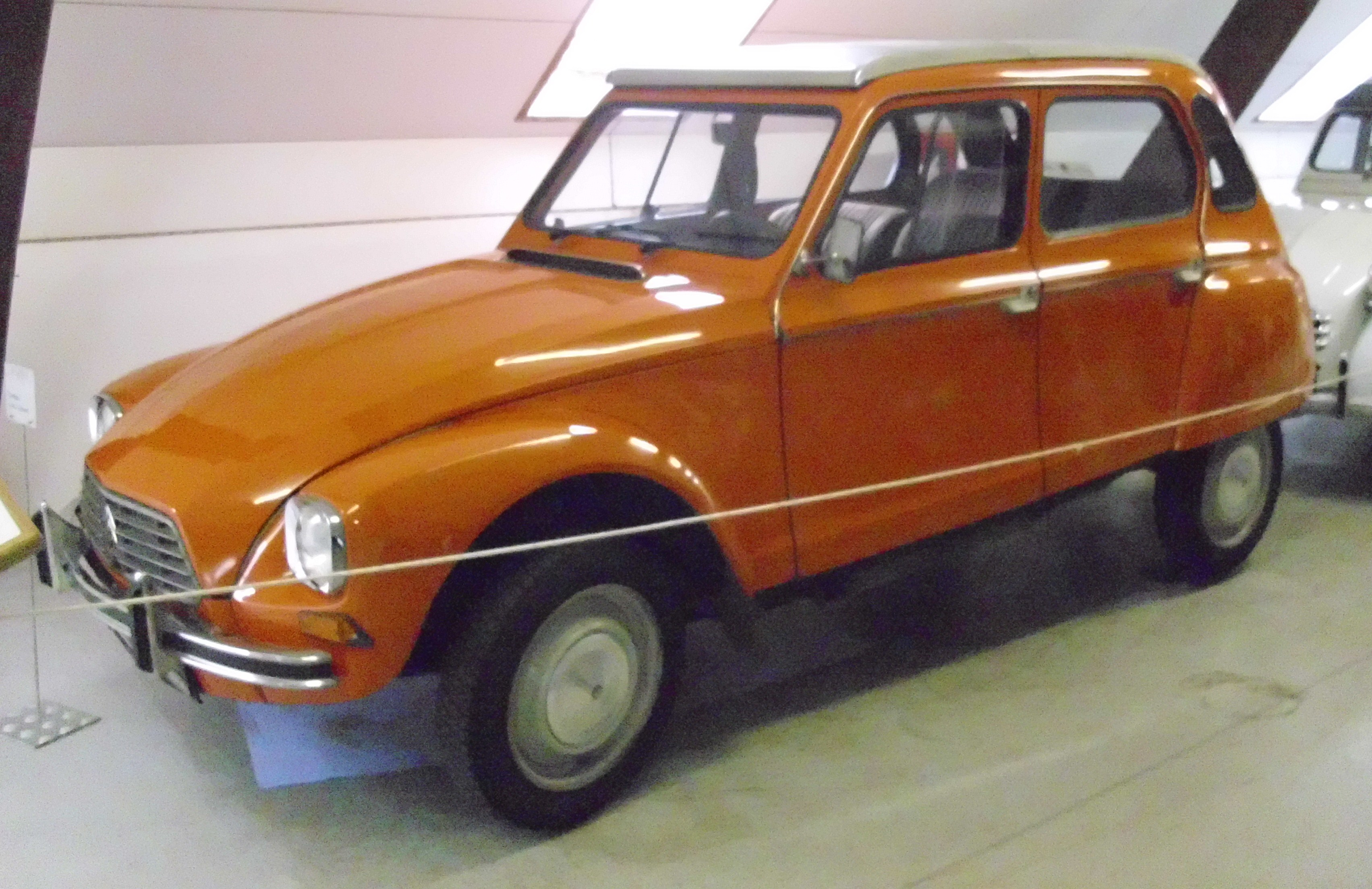
Cimos fertigte u. a. 1977 diese Dyane

Cimos D.D. ist ein slowenisches Unternehmen.

## Unternehmensgeschichte
1972 gründeten Citroën, Iskra und Tomos in Koper im damaligen Jugoslawien das Unternehmen Tovarna Automobilov Cimos. Die Produktion von Automobilen begann. Der Markenname lautete Cimos. 1985 endete die Automobilproduktion. Danach stellte das Unternehmen noch Teile für Fahrzeuge von Citroën her, und seit 1989 auch für andere Abnehmer. 1996 erfolgte eine Umstrukturierung, die Umwandlung in eine Aktiengesellschaft und die Umbenennung in Cimos D.D. Durch die Übernahme von Labinprogres TPS d.o.o. 2001 und Litostroj Power 2003 erweiterte sich das Produktionsfeld um Landmaschinen und Elektrotechnik.

## Fahrzeuge
Das Unternehmen stellte Citroën-Modelle in Lizenz her. Dabei handelte es sich um 2 CV 6, CX, DS, Dyane (hier Diana genannt), Ami 8 und GS von dem 15.600 produziert wurden, sowie ein eigenständiges Heckklappenmodell GA. Zudem wurde ein der Citroën Acadiane ähnlicher Lieferwagen mit dem Modellnamen Dak (auch als Pick-up mit dem Modellnamen Gori) hergestellt.